# 長身歐白魚
長身歐白魚（学名：Alburnus attalus）為輻鰭魚綱鯉形目雅羅魚科歐白魚屬的其中一種，被IUCN列為瀕危保育類動物，分布於亞洲土耳其Bakır河流域，體長可達10公分，棲息在底中層水域，生活習性不明。

## 扩展阅读
維基物種上的相關：長身歐白魚